# Репатриация армян в СССР
Репатриация армян в СССР — это процесс массового возвращения армян, преимущественно из Турции, Ирана, Сирии, Ливана и других стран Ближнего Востока, в Советский Союз, который начался в конце 1920-х годов и продолжался в различные периоды до 1940-х годов. Этот процесс был частью более широкой программы репатриации, проводимой Советским Союзом для разных народов с целью укрепления демографической и экономической базы страны, а также с политической целью укрепления единства многонационального Советского Союза.

### История и причины репатриации
Репатриация армян была инициирована после установления советской власти в Армении в 1920 году, когда была образована Армянская Советская Социалистическая Республика (АрмССР). Одной из основных причин репатриации было желание создать компактное армянское население в рамках СССР, а также стремление восстановить и поддержать армянскую культуру, язык и традиции после того, как многие армяне были вынуждены эмигрировать в соседние страны в результате геноцида армян 1915 года в Османской империи.
Кроме того, Советский Союз предоставлял репатриантам различные льготы, такие как помощь в переселении, земельные участки и рабочие места, что сделало возвращение в СССР привлекательным для многих армян, особенно в условиях экономических и политических трудностей в других странах.

### Масштабы и особенности
Примерно с 1920-х до 1940-х годов в СССР было репатриировано около 100 тысяч армян. Наибольшая волна репатриации произошла в 1920—1930-е годы, когда в Армению прибыло значительное количество армян из Турции, Ирана и других стран. В этот период армяне переселялись не только в Армению, но и в другие республики СССР, такие как Грузия и Азербайджан, а также в крупные города, такие как Москва и Ленинград.
Репатриация была не только массовым переселением, но и культурным феноменом. Множество армян, вернувшихся в СССР, привезли с собой богатое культурное наследие, что способствовало дальнейшему развитию армянской культуры в пределах Советского Союза. Однако для многих из них адаптация к советской системе была сложной из-за различий в образе жизни, культуре и языке.

### Политические и социальные аспекты
Советские власти рассматривали репатриацию как важную часть национальной политики. Однако, несмотря на все преимущества, предоставляемые возвращающимся армянам, процесс репатриации не был без проблем. Многие репатрианты сталкивались с трудностями в процессе интеграции, сталкивались с культурными различиями и часто оказывались в экономически сложных условиях.
Кроме того, в 1930-е годы началась кампания сталинистских репрессий, и многие из тех, кто вернулся, стали объектами политических преследований, подвергались арестам и депортациям, особенно те, кто имел связь с эмиграцией или с зарубежными армянскими организациями.

### Завершение репатриации
После Второй мировой войны и в связи с изменениями в политической ситуации репатриация армян в Советский Союз сократилась. Однако процесс продолжался до начала 1950-х годов, а после смерти Иосифа Сталина и изменений в политической ситуации, привлекших внимание к правам человека, репатриация завершилась.

### Итоги
Репатриация армян в СССР сыграла важную роль в демографическом и культурном развитии армянской диаспоры внутри Советского Союза. Она способствовала укреплению армянской общины в различных регионах страны и позволила сохранить армянскую культуру и традиции в условиях, когда многие другие армянские общины в мире столкнулись с трудностями.